# Świnoujście
Świnoujście (németül: Swinemünde) város Lengyelországban a Nyugat-pomerániai vajdaságban, fontos kikötő, valamint üdülőhely.

## Fekvése
Anklamtól keletre fekvő település.

## Történelem
A város helyén a 12. század végén már állt egy vár.
A vesztfáliai béke után Svédországé lett a település.
A Nagy északi háború során, 1720-ban, a svédek 2 millió tallérért eladták Svéd-Pomeránia déli részét és vele a várost is a poroszoknak. 1746-ban megnyílt a kereskedelmi kikötő.
1945. május 5-én a Vörös Hadsereg elfoglalta a várost. Október 6-án a várost hivatalosan átadták a lengyel hatóságoknak.

## Városrészek
- Przytór
- Łunowo
- Ognica
- Karsibór
- Wydrzany
- Paprotno
- Jarszewko

## Oktatás és tudomány
- Zachodniopomorska Szkoła Biznesu – Wydział Przedsiębiorczości w Świnoujściu

## Sport
- Flota Świnoujście

## Média

### Újságok
- Nowy Wyspiarz
- Wyspiarz niebieski
- Głos Szczeciński
- Głos Świnoujścia
- Kurier nad Morzem

### Rádiók és televíziók
- Telewizja "Słowianin"
- Telewizja Świnoujście
- Oddział Polskiego Radia Szczecin

## Partnervárosok
- Palmela
- Ystad Svédország
- Swietłyj
- Nordenham Németország